# Sargocentron diadema
Sargocentron diadema är en fiskart som först beskrevs av Lacepède 1802.  Sargocentron diadema ingår i släktet Sargocentron och familjen Holocentridae. Inga underarter finns listade i Catalogue of Life.